# Флокуляція

Вуглемасляна флокула

Флокули вугілля.

Флокуля́ція (англ. flocculation, нім. Ausflockung f, Flockung f, Flocken n) — утворення нетривких пухких агрегатів невизначеної форми з дрібних частинок дисперсної фази, які знаходяться в завислому стані в рідкому чи газовому середовищі.
У рідких дисперсних системах (золях, суспензіях, емульсіях, латексах) флокуляція спричинюється спеціальними речовинами — флокулянтами і реагентами, які ліофобізують поверхню частинок, а також тепловими, механічними, магнітними та іншими зовнішніми впливами. У присутності флокулянтів та ліофобізуючих реагентів відбувається зчеплення частинок дисперсної фази і виникнення просторових дисперсних структур. Процес утворення пластівців із дисперсних частинок може протікати за допомогою високомолекулярних речовин (флокулянтів) на основі адсорбції макромолекул флокулянта на поверхні частинок домішок у воді. Розрізняють селективну та неселективну флокуляції.

## Інші значення
Виділення із суспензій, золів або високомолекулярних сполук дуже гідратованого пластівчастого осаду, зумовленого міжмолекулярними силами притягання між колоїдними частинками або макромолекулами високомолекулярних сполук.